# María de Velasco y Mendoza
María de Velasco y Mendoza (ca.1458 – Roa (Burgos), 1509) fue una dama noble castellana, marquesa viuda de Villena, duquesa viuda de Escalona, duquesa de Alburquerque y señora y duquesa de Roa.

## Orígenes familiares

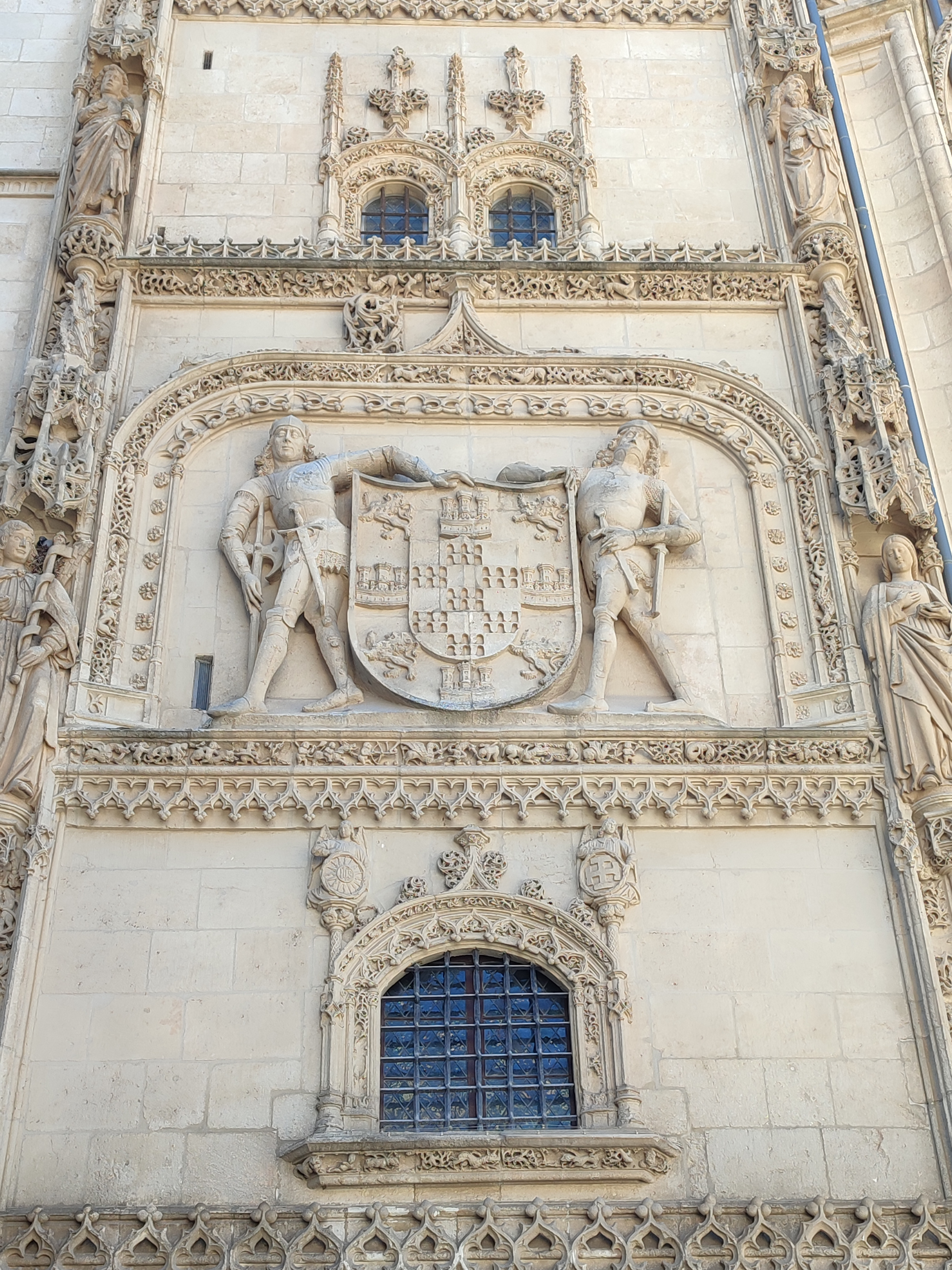
Escudo heráldico de la Casa de Velasco.

María de Velasco nació en el seno de una de las familias nobles más poderosas del siglo XV de la Corona de Castilla, la Casa de Velasco. Fue hija de Mencía de Mendoza y Figueroa (1421-1500) y de Pedro Fernández de Velasco (1425-1492), condes de Haro, los “condestables” de Castilla que recibieron sepultura en la Capilla de los Condestables de la catedral de Burgos. Tuvo por hermanas a Beatriz de Velasco, Catalina de Velasco, Leonor de la Vega y Velasco, Isabel de Velasco y Mencía de Velasco, y por hermanos a Bernardino Fernández de Velasco I Duque de Frías, y a Íñigo Fernández de Velasco, que le sucedió en el título. Por parte de madre era nieta del I marqués de Santillana, Iñigo López de Mendoza, famoso poeta castellano, conocido en la época por “el de los Proverbios". María debió ser la tercera de las seis hijas.

## Biografía
Las estrategias matrimoniales de los condes de Haro llevaron a convertir a dos de sus hijas en duquesas. María de Velasco fue una de ellas, que a lo largo de su vida fue duquesa de dos ducados distintos. Su trayectoria vital estuvo, pues, marcada por sus enlaces matrimoniales con dos de los grandes nobles más influyentes de su época, el marqués de Villena, Juan Pacheco, que fue nombrado I duque de Escalona, y el conde de Ledesma, Beltrán de la Cueva, nombrado primer duque de Alburquerque. Los dos habían mantenido una dura rivalidad.
De los dos matrimonios María tuvo descendencia. Parte de sus energías las empleó en la protección y defensa de los intereses de sus hijos, demostrando así la capacidad de acción que podían tener las mujeres de la nobleza en esta época. Su posición social, el linaje que ella misma representaba y sus decisiones fueron esenciales para definir el territorio que heredarían sus descendientes, así como para dotarles de un buen futuro. En ambas uniones se preocupó mucho por asegurar las posesiones que pudieran recibir sus hijos, ya que ella no era la primera esposa en ninguno de los dos casos (en el caso de Beltrán de la Cueva era la tercera esposa), asegurándose así de que la Casa de Velasco perduraría y seguiría ostentando el poder en ciertos territorios.
A su primer enlace llegó con apenas catorce años, mientras que Juan Pacheco pasaba de la cincuentena, y su matrimonio duró escasamente dos años. Con Beltrán de la Cueva la relación habría sido diferente. El matrimonio duró dieciocho años, hasta la muerte de Beltrán en 1492. Por los escritos conservados, parece que Beltrán de la Cueva profesó un gran amor por María. En su testamento se dirige a ella como “mi amada señora muger Doña Maria de Velasco, la Duquesa que agora es”. Fue voluntad testamentaria de Beltrán de la Cueva que en su sepulcro se representase el busto de María en un lugar privilegiado, a su derecha, aunque ella no quisiera enterrarse en la misma capilla en un futuro, así como que disfrutase de la tenencia y posesiones de la villa de Cuéllar, lugar en el que habían establecido su hogar. Otro bonito gesto con María son las palabras que Beltrán le dedica a su heredero, Francisco Fernández de la Cueva, en el testamento: “que sirváis e seáis obediente a la Duquesa, como si os pariera, e no salgáis de su mandamiento so pena de mi bendición”, al que insta a cuidar de la duquesa como si fuera su propia madre. Cabe destacar, además, que Beltrán accedió a algunas propuestas que tuvieron que ver con Mencía de Pacheco, la hija que tuvo María con el marqués de Villena, Juan Pacheco, como el consentimiento firmado de no enajenarle los derechos a Mencía sobre la villa de Riaza aun habiendo hijos en la unión de la Cueva-Velasco o la participación económica del duque en la dote matrimonial.

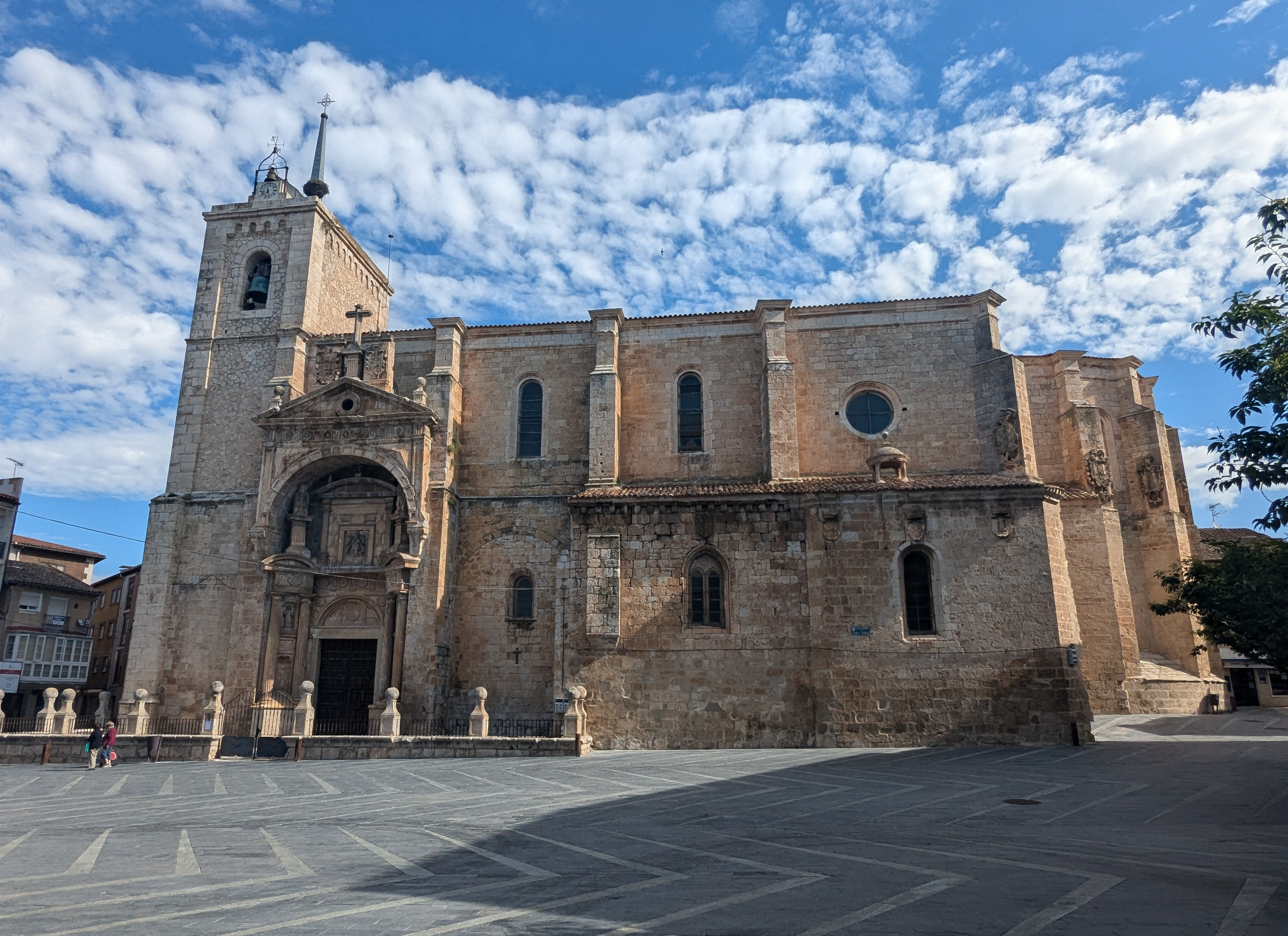
Iglesia de Nuestra Señora de la Asunción, Roa (Burgos)

María, en su última viudedad se había retirado a vivir a la villa de Roa de la que mantuvo el señorío. Después de haber sido dos veces duquesa viuda, los reyes Isabel y Fernando la premiaron con un título propio, nombrándola duquesa de Roa en el año 1492, dignidad que ostentó hasta su muerte en 1509. En esta localidad, será la encargada de dotar y patrocinar la Iglesia de Nuestra Señora de la Asunción, más concretamente la capilla mayor, donde dispuso su enterramiento.

## Los acuerdos matrimoniales con Juan Pacheco, marqués de Villena y duque de Escalona
Su primer matrimonio tuvo lugar en 1472 con Juan Pacheco, maestre de la Orden de Santiago y marqués de Villena. María apenas alcanzaba los catorce años en este momento por lo que será su padre, Pedro Fernández de Velasco, el responsable de concretar las capitulaciones matrimoniales previas con el futuro esposo. Para la celebración legítima de este matrimonio hubo que esperar a recibir la dispensa apostólica, ya que los cónyuges eran parientes en tercer y cuarto grado según se lee en el documento de las capitulaciones matrimoniales. En este acuerdo se estableció que Juan Pacheco no podría casarse con ninguna otra mujer en el tiempo que se tardase en recibir la dicha dispensa y, entre otras cuestiones de la dote, se aseguró también el futuro de los posibles hijos que pudiera tener el matrimonio mediante la herencia de algunas propiedades como las villas de Coruña, Magaña y San Felices de los Gallegos con sus vasallos, hecho destacable ya que María de Velasco no fue su primera esposa.
El enlace se celebró por poderes otorgados del Maestre al Comendador de Santiago García Osorio, estando presente María en la villa de Briviesca mientras que Juan Pacheco habitaba en su villa de Peñafiel. A Juan Pacheco se le había otorgado el título de duque de Escalona días antes del matrimonio, por lo que de esta forma María se convirtió desde muy joven en duquesa. Este matrimonio solamente duró dos años ya que Juan Pacheco falleció en 1474. De esta unión nacerá una única hija póstuma, Mencía de Pacheco y Velasco, futura duquesa de Maqueda.

## Conflictos de María y su hija Mencía Pacheco por la herencia con Diego López Pacheco, II marqués de Villena
María y su hija mantuvieron una estrecha relación y enfrentaron diversos conflictos contra Diego López Pacheco y Portocarrero, II marqués de Villena, el hijo de Juan Pacheco y de su anterior esposa, María Portocarrero, que se había convertido en hijastro y hermano consanguíneo respectivamente. Los conflictos tuvieron que ver con la herencia del maestre. 
Las dos mujeres Velasco reclamarán la tenencia de la villa y el castillo de Garcimuñoz como compensación por la dote, arras y mejoras de Mencía. Por mediación de Pedro Díaz de Soto, secretario de Pedro Fernández de Velasco, se realizará una permuta mediante la cual se entrega a Diego López Pacheco la villa de Garcimuñoz a cambio de la villa de Riaza, la cual quedará en manos de su hermanastra. Mencía Pacheco y Velasco se convierte así en señora de Riaza y aportará este territorio como dote en su futuro matrimonio con Diego de Cárdenas. A los bienes de Mencía se unirán también mil vasallos y quinientos mil maravedís de las villas de Almansa y Utiel, concedidos por la reina Isabel en 1477 como merced para María de Velasco en compensación por la disputa con Diego López Pacheco por la herencia del marqués de Villena. 
María estipuló que los bienes de su hija estarían protegidos y seguiría siendo heredera única de la villa de Riaza, sin que los posibles hijos que hubiere de otro matrimonio pudieran enajenarla. Al quedar viuda María y unirse a otro linaje debería de haber nombrado un tutor legal para los bienes de su hija, pero decidió ser ella misma la poseedora y tutora de los mismos. Esta situación bien podría haberle costado un litigio con los futuros esposos ya que esto se consideraba una administración indebida de las propiedades. La buena relación existente entre madre e hija hace que, una vez celebrados los desposorios de su hija en 1489, tanto Mencía como Diego de Cárdenas declarasen que eran conscientes de la situación pero que no iban a tomar represalia alguna contra la duquesa. 

## Los acuerdos matrimoniales con Beltrán de la Cueva, duque de Alburquerque

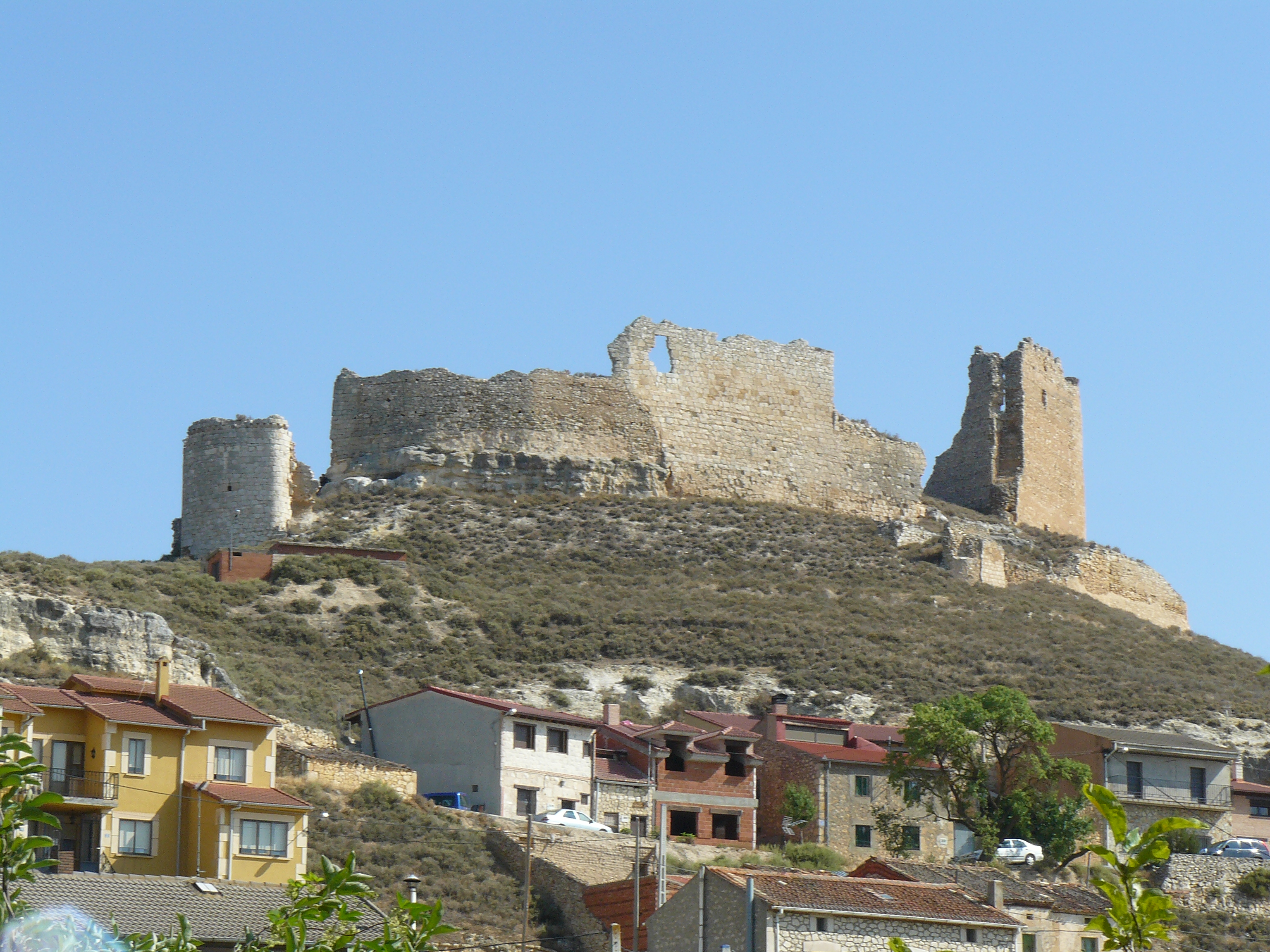
Vista del castillo de Torregalindo (Burgos)

Tras enviudar, una todavía joven María de Velasco contrajo segundas nupcias con Beltrán de la Cueva, I duque de Alburquerque, quien había sido uno de los principales adversarios de su anterior marido. En mayo de 1479 comenzaron a acordarse las capitulaciones matrimoniales entre su madre, Mencía de Mendoza, y el futuro esposo, Beltrán de la Cueva, celebrándose el enlace años después, en 1483. No fue una tarea sencilla la de llegar a un acuerdo, pues en esta ocasión los Velasco también buscaron asegurar el futuro del linaje y de los hijos habidos en el matrimonio solicitando, entre otras cuestiones, la fundación de un nuevo mayorazgo a favor del heredero o heredera de este matrimonio. La villa de Mombeltrán y la de Torregalindo fueron las escogidas para este nuevo mayorazgo que, en caso de no poder formarse por ausencia de descendientes, pasaría a manos de la propia María de Velasco.
A pesar de no estar de acuerdo con ciertas condiciones, Beltrán de la Cueva firmó las capitulaciones para que el enlace se pudiera llevar a cabo. Se estipuló también la cantidad de 600.000 maravedís como dote por parte del duque y una entrega mutua de joyas. María aportaría por su parte como dote al matrimonio joyas de oro, perlas, piedras y plata dorada que debieron de tasarse para que Beltrán brindase la misma cantidad. Además de lo aportado, su madre Mencía, la condesa de Haro, le había dado a María para que llevase el día de su matrimonio dos briales de brocado, una sobrerropa de pelo, unas faldillas de brocado de raso, dos sobrerropas de seda y otros objetos suntuarios a cambio de las arras que entregaría el duque.
Aquí se abre un capítulo que marcará los primeros años del matrimonio puesto que el conde no entregó la parte homóloga de las joyas que le correspondía. María de Velasco permanecerá retenida por el conde de Miranda Pedro de Zúñiga, el esposo de su hermana Catalina; y por su tío, Luis de Velasco, que “secuestrarán” a María como medida de presión sobre Beltrán hasta asegurarse de que cumplía con las prerrogativas firmadas en las capitulaciones matrimoniales. Entre 1482 y 1483 Beltrán promete entregar la cantidad que debe y reclama que las joyas de María nunca llegaron a sus manos, además de quejarse sobre la manera en la que se hizo la tasación, de la que dijo que se había realizado por encima del valor real de las joyas. Beltrán también declaró haber firmado dichas capitulaciones “por miedo” de su suegro, el conde de Haro y afirmó haberse sentido presionado por los Velasco para la creación del nuevo mayorazgo. Aun así, a Beltrán no le quedó otro remedio que aceptar lo pactado para que María estuviera de vuelta con él. La liberación de María supuso que Beltrán informase a las fortalezas de Torregalindo y Mombeltrán que debían rendir pleito homenaje a la duquesa, además de hacerles prometer que serían fieles a doña María. Beltrán recuperó a su esposa, no sin antes haber fallado a su palabra, pues retiró el pleito homenaje a la duquesa de la villa de Mombeltrán, cosa que no ocurrió con Torregalindo, lugar de mayor importancia para los Velasco por su ubicación geográfica en la provincia de Burgos. 
La relación entre ambos continuó por buen término, a pesar de la dificultad de los comienzos. El reflejo de esta primera etapa es que el primer hijo nació en 1488, casi diez años después del inicio del acuerdo conyugal. 

## Administradora del señorío de la casa ducal de Alburquerque
En los años de convivencia, María se encargará junto a su esposo de algunos de los asuntos de la Casa de Alburquerque. En 1486 la duquesa se dirigirá al concejo de Mombeltrán para nombrar a los alcaldes y regidores de la villa, después de que su marido hubiera visto la lista de hombres propuestos para dichos cargos, coincidiendo esta acción con una posible enfermedad del duque, lo cual nos presenta una esposa que participa también en la administración del señorío.
Cuando Beltrán fallece, será María la responsable de hacer frente a los asuntos de tutoría y curadoría de sus hijos por manda testamentaria del duque, así como de la gestión de la casa de Alburquerque. Las deudas y bienes de judíos vasallos de su territorio, el paso de ganados de la Mesta, los pleitos sobre la tenencia de propiedades y la construcción y mejora de infraestructuras en algunos de los territorios que le pertenecían convierten a María en una más de las damas nobles medievales con un gran papel activo en la administración de la casa.

## Pleitos por la herencia con Francisco Fernández de la Cueva, II duque de Alburquerque

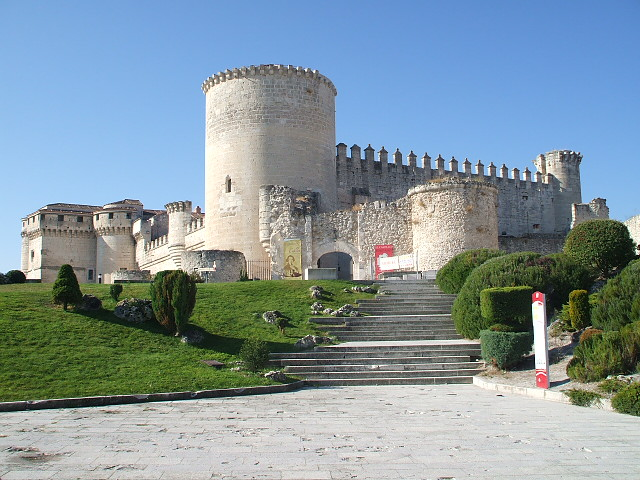
Castillo de Cuéllar (Segovia)

María, ya duquesa viuda, tuvo que enfrentarse a su hijastro Francisco de la Cueva por la posesión de la villa de Cuéllar, alegando la voluntad testamentaria de su difunto esposo: 
que avia debates e diferencias sobre la manda del señorio e usofruto dela villa de Cuellar que el señor duque don Beltran de la Cueva duque de Alburquerque que sancta gloria aya, en su testamento e postrimera boluntad, mando ami la duquesa para que por toda mi vida goçase dela dicha villa […] 
En 1493 llegarán a una concordia y la duquesa, por sí misma y en nombre de sus hijos como su tutora, entregará a Francisco de la Cueva la importante villa de Cuéllar a cambio de la posesión de la villa de Roa. 
Otro de los importantes actos judiciales que enfrentó a las dos partes fue la denuncia que realizó Francisco de la Cueva del apropiamiento indebido por parte de la duquesa de todas las joyas, muebles, oro, plata, tapicerías y monedas que se encontraban en Cuéllar, de las que dice que no todas eran suyas y algunas habían pertenecido a Mencía Enríquez, segunda esposa del duque Beltrán. Tras una serie de sucesivos pleitos se dictará sentencia en el año 1494 gracias a la cual María recuperará el valor de todas las joyas y bienes aportados como dote, otras joyas y ropajes de su propiedad, una capilla dorada que Beltrán le había dejado por manda testamentaria y todos los bienes, edificios, labores y heredades que se hubieran adquirido durante el matrimonio en las villas de Torregalindo, Roa y las tierras adquiridas por María en Cuéllar. En contraprestación, María debió resarcir al II duque de Alburquerque por haber vendido toda la ropa de cama y tapicería de su padre, entre otras cuestiones. El litigio se sucederá por unos cuantos años más, en concreto hasta 1503, cuando María declara que por fin Francisco de la Cueva le ha entregado todo lo acordado.

## Memoria funeraria y patrocinio artístico y religioso
María de Velasco (también junto a su segundo marido Beltrán de la Cueva) se preocupó por diseñar un programa iconográfico y patrocinar elementos artísticos en varios establecimientos religiosos, conscientes de la importancia de dejar constancia y memoria de la grandeza de sus casas nobiliarias.
- Monasterio de Santa María de la Armedilla: María y Beltrán fueron importantes benefactores del monasterio de Santa María de la Armedilla, ubicado en Cogeces del Monte y en estrecha relación con el concejo de Cuéllar. En 1492 otorgaron una donación de seis mil maravedís anuales para los frailes que habitaban el cenobio, lo que posibilitó la sustitución de la iglesia.[22][23]
- Convento de San Francisco: Por disposición testamentaria, el duque de Alburquerque ordenó que su capilla funeraria se estableciera en el Convento de San Francisco de Cuéllar. En su testamento especificó que, además de su propia imagen, debían representarse las de sus esposas. Siguiendo sus indicaciones, el busto de María de Velasco fue colocado a su derecha. Parece ser que fue María quien encargó la obra pues en el Archivo Ducal de Alburquerque se conserva un documento del pago de algunas deudas contraídas por la duquesa en 1498 “por cinco bultos de alabastro q. se an de azer en santo fran.co de cuellar q. pueden costar a cinquenta mill mrs. cada uno son dosientos y cinquenta mill mrs.”. Aunque el sepulcro y los bustos no se conservan en la actualidad, han sobrevivido algunos restos que sugieren la intervención del taller escultórico burgalés que trabajaba para los padres de María, condestables de Castilla, posiblemente vinculado a Gil de Siloé.[24]

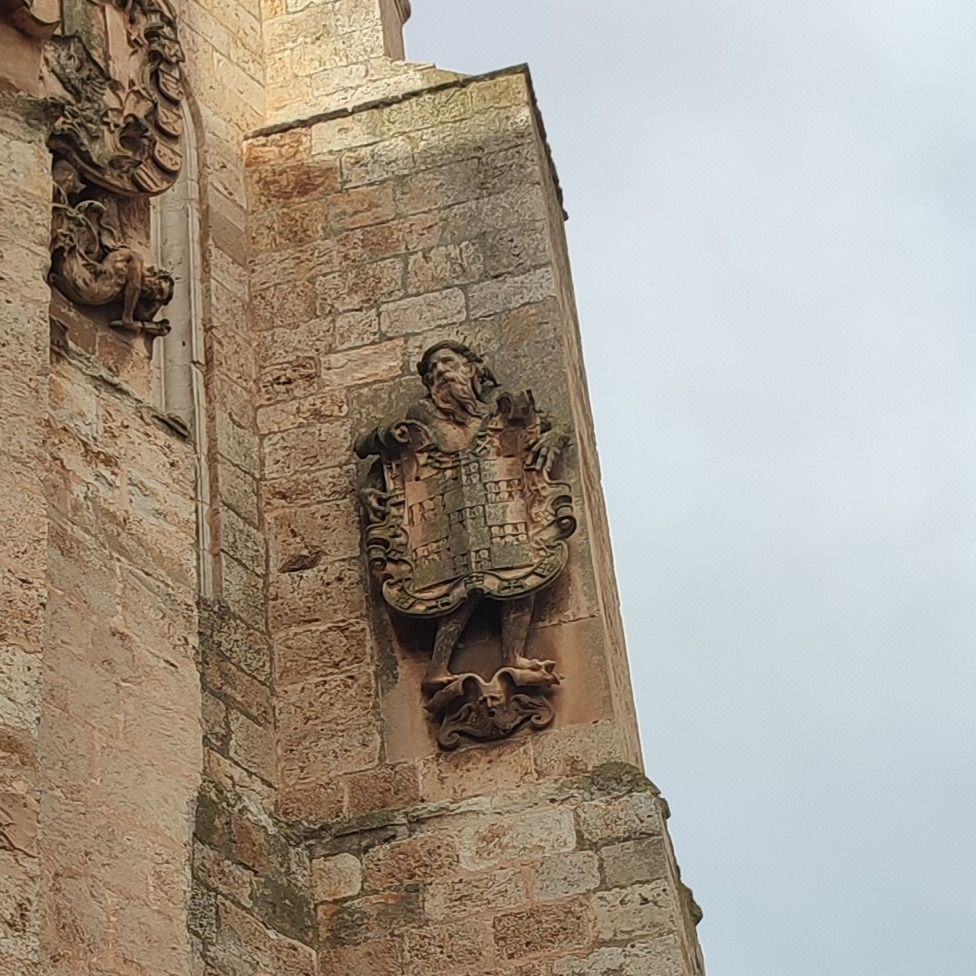
Escudo heráldico de la familia Velasco con tenante, situado en el muro exterior de la capilla

- Iglesia de Nuestra Señora de la Asunción de Roa: En la villa burgalesa de Roa, lugar escogido como residencia por la duquesa en sus últimos años, se erige la iglesia de Nuestra Señora de la Asunción, ex-colegiata de la que María será una de las principales benefactoras. Aunque se desconoce en qué fecha se inició su construcción, sí se puede afirmar que Beltrán y María estuvieron implicados en la realización de esta fábrica. Escudo heráldico de la familia Velasco con tenante, situado en el muro exterior de la capillaTanto al interior como al exterior del edificio se despliega una gran secuencia propagandística del linaje de los Velasco, pues se encuentra representado el escudo del linaje hasta en cinco ocasiones, destacando la heráldica que rodea los diferentes muros del altar mayor y los escudos con tenantes ubicados en el muro exterior de la capilla mayor.   María fue intitulada duquesa de Roa por el vínculo especial que mantenía con la villa y ella será la encargada de dotar y mandar construir la capilla mayor del principal edificio religioso ubicado en la misma. También dispondrá su propio sepulcro en la capilla mayor, que fue profanado y saqueado durante la invasión francesa pero que aún conserva restos calcinados en su interior, incluyendo un hueso que se cree perteneció a la duquesa. Originalmente, el sepulcro estaba adornado con estatuas de alabastro de don Beltrán y doña María, colocadas sobre un pedestal recubierto de chapa de oro, elementos que fueron sustraídos en aquella época.  Actualmente no hay nada que nos indique que aquí se encuentra la sepultura de la duquesa y lo único que se conserva es una pequeña capilla decorada con elementos clásicos, con escasos restos de pintura mural y cierto deterioro de la piedra. En el frontis del sepulcro aún se conserva parte de una inscripción epigráfica que parece hacer referencia al enterramiento conjunto de María con su hija, la niña de los duques que falleció a temprana edad y de la que desconocemos su nombre.[25]

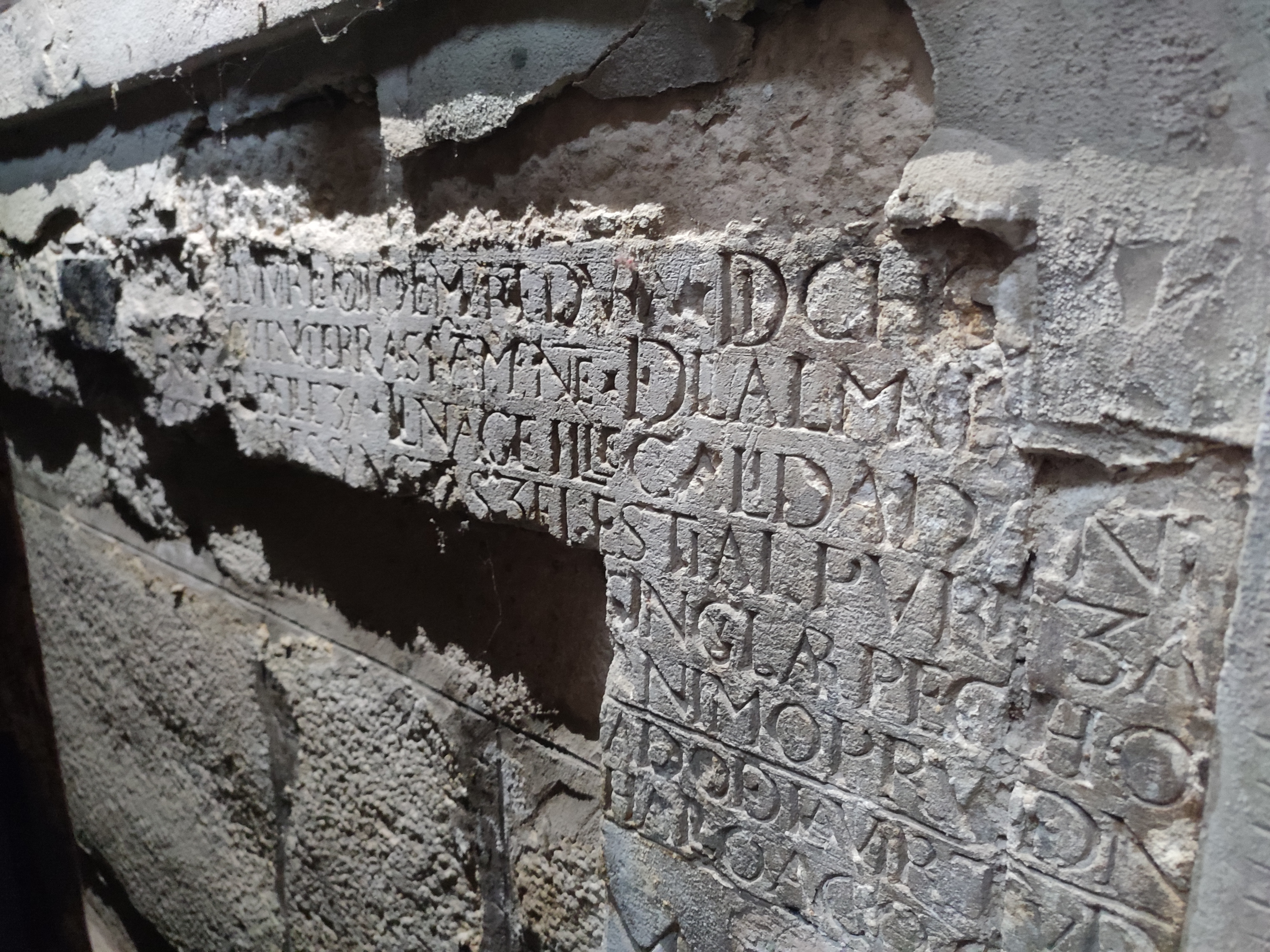
Detalle de la inscripción del sepulcro de María de Velasco.

Oh tumba triste y lastimera do yace el cuerpo del ya difunto helado de su color hermoso despojado de la que tuvo extremo de hermosura, cuya edad si alargara su ventura no nos hubiera tanto lastimado. Mas ¡ay! que en la niñez y rico estado, el vivir le quitó la muerte dura. Dichoso tu que encierras juntamente del alma, el vaso de mejor belleza, linaje, ilustre calidad antigua, costumbre santa, celestial pureza, singular pecho de ánimo prudente, donde la virtud halló acogida, María.

## Descendencia
De su primer matrimonio con Juan Pacheco, marqués de Villena y I duque de Escalona tuvo una hija:
- Mencía Pacheco Velasco, que casó con Diego de Cárdenas, adelantado de Granada y primer duque de Maqueda.

De su matrimonio con Beltrán de la Cueva, conde de Ledesma y I duque de Alburquerque, nacieron varios hijos:
- Cristóbal de la Cueva y Velasco, señor de Roa y conde de Siruela.
- Pedro de la Cueva y Velasco, señor de Torregalindo y comendador de la Orden de Santiago.
- Una hija fallecida a temprana edad de la que no se sabe el nombre.